# August Heuberger
August Heuberger (* 28. August 1873 in Weyer an der Enns, Oberösterreich; † 26. Januar 1960 in Thalgau, Salzburg) war ein österreichischer Politiker der Christlichsozialen Partei (CSP).

## Ausbildung und Beruf
Nach dem Besuch der Volks- und Bürgerschule besuchte er eine Ackerbauschule und wurde Sägewerkbesitzer und Ökonomiebesitzer.

## Politische Mandate
- 20. November 1923 bis 1. Oktober 1930: Mitglied des Nationalrates (II. und III. Gesetzgebungsperiode), CSP